# 劉伯壎 (道光進士)
劉伯壎，字鹤巢，号诗桥，直隶永清县（今河北省永清县）人，清朝官员、诗人。進士出身。
道光二十五年（1845年），登乙巳恩科進士，授廣西林縣知縣，官至隰州知州。有《霜柯亭诗稿》、《鹤巢诗集》。